# Bitulja
Bitulja je hrvatska kanalizirana rječica u Vukovarsko-srijemskoj županiji. Duga je 7,5 km. Nastaje 3,5 km jugozapadno od Prkovaca i potječe iz kanala Biđ. Ulijeva se u kanal Kaluđer južno od Šiškovaca. Oba kanala povezuju Bitulju s rijekom Biđ.